# Piasczaniki
Piasczaniki (biał. Пясчанікі; ros. Песчаники, Piesczaniki) – wieś na Białorusi, w obwodzie homelskim, w rejonie żytkowickim, w sielsowiecie Jurkiewicze.

## Historia
Miejscowość powstała w czasach sowieckich. Od 1991 położone są w niepodległej Białorusi.